# Шаль де Больё, Вальтер
Вальтер Шаль де Больё (нем. Walter Chales de Beaulieu; 14 июня 1898, Заальфельд — 26 августа 1974, Крессбронн-на-Бодензее) — немецкий офицер, генерал-лейтенант вермахта. Кавалер Немецкого креста 1-й степени.

## Биография
Участник Первой мировой войны (с 21 июня 1915). После демобилизации из армии оставлен в рейхсвере и с 1 августа 1937 года  стал преподавателем тактики Военной академии.
С начала формирования назначен начальником штаба  4-й танковой группы. С 9 марта по 1 декабря 1943 года — командир 168-й пехотиной дивизии. C 22 февраля по 1 августа 1944 года — командир 23-й пехотной дивизии. 12 августа 1944 года отправлен в резерв фюрера, 31 января 1945 года — в отставку.
В мемуарах писал, что уже 5 октября 1941 года были созданы прекрасные перспективы для наступления на Москву, и надо было бросить все соединения 4-й и 3-й танковых групп на Москву. А поскольку это не было сделано, то "Московская битва была проиграна 7 октября".

## Награды
- Почётный крест Первой мировой войны с мечами
- Железный крест 2-го и 1-го класса
- Медаль «За выслугу лет в вермахте» 4-го, 3-го и 2-го класса (18 лет)
- Пряжка к Железному кресту 2-го и 1-го класса
- Немецкий крест в золоте (7 августа 1943)